# Heinrich Georg Hüffer
Heinrich Georg Hüffer, Ordensname Wilhelm Hüffer (auch Wilhelmus Hüffer; * 26. Juli 1753 in Stromberg; † 13. Februar 1827 in Liesborn), war ein deutscher Benediktiner.

## Leben
Hüffer stammte aus einer Leinenhändlerfamilie. Er trat 1769 in das Kloster Liesborn ein, legte 1770 die Ordensgelübde ab und wurde nach den üblichen Studien 1776 zum Priester geweiht. Er wurde Bibliothekar seines Klosters und 1776 Lektor der Philosophie. 1785 wurde ihm das Lektorat der Theologie übertragen. Hüffer wurde 1792 auch Kaplan an der Pfarrkirche in Liesborn und unter Abt Karl von Kerssenbrock zudem Prior des Klosters. Am 8. März 1803, kurz vor der Aufhebung des Klosters im Rahmen der Säkularisation zum 2. Mai 1803, wurde Hüffer zum Pfarrer der Gemeinde in Liesborn bestellt und blieb auch nach der Aufhebung in diesem Amt. Seinen Ordensnamen verwendete er in dieser Zeit weiter.
Hüffer war schriftstellerisch tätig und veröffentlichte neben theologischen Schriften auch Schriften zum Armenwesen sowie Beiträge zur Zeitschrift Hermann und zum Münsterischen gemeinnützlichen Wochenblatt. Er gilt als Vorkämpfer der Caritasorganisationen im Münsterland. 
Hüffer wurde 1823 mit dem Roten Adlerorden III. Klasse ausgezeichnet.
Der Verleger und Politiker Johann Hermann Hüffer sowie der Unternehmer Anton Wilhelm Hüffer waren seine Neffen.

## Werke (Auswahl)
- Materialien zu einem zu errichtenden Armeninstitut: Aus den eingegangenen Preisschriften gesammelt und dem Landesherrn und Bewohnern Münsterlandes gewidmet, Aschendorff, Münster 1793.
- Sieben Bußpredigten am Ende des 18ten Jahrhunderts, Haas, Köln 1797.
- Das Leben Jesu von J. F. Feddersen für katholische Schulen eingerichtet, 2. Auflage, Aschendorff, Münster 1797.
- Der bethende Christ am Ende des achtzehnten Jahrhunderts, 3 Bände, Köln 1798.
- Neues Krankenbuch, den Gesunden und Kranken zunächst aber den Seelsorgern Münsterlands gewidmet: nach der Agende Münsterlandes eingerichtet, 2. Auflage, Aschendorff, Münster 1808.
- Über Armensteuern, Aschendorff, Münster 1819.